# Epiphora baumhiria
Epiphora baumhiria är en fjärilsart som beskrevs av Walker 1855. Epiphora baumhiria ingår i släktet Epiphora och familjen påfågelsspinnare. Inga underarter finns listade i Catalogue of Life.